# Aphanolejeunea proboscoidea
Aphanolejeunea proboscoidea là một loài Rêu trong họ Lejeuneaceae. Loài này được (K.I. Goebel) R.M. Schust. mô tả khoa học đầu tiên năm 1980.